# Keiner mag Faustmann
Keiner mag Faustmann ist ein Liedermacherduo aus Wien. Der Name ist eine Anspielung auf die Namen der beiden Mitglieder, Lisa Keiner aus Friedberg am Klavier und Robert Leon Faustmann aus Wien an der Gitarre.

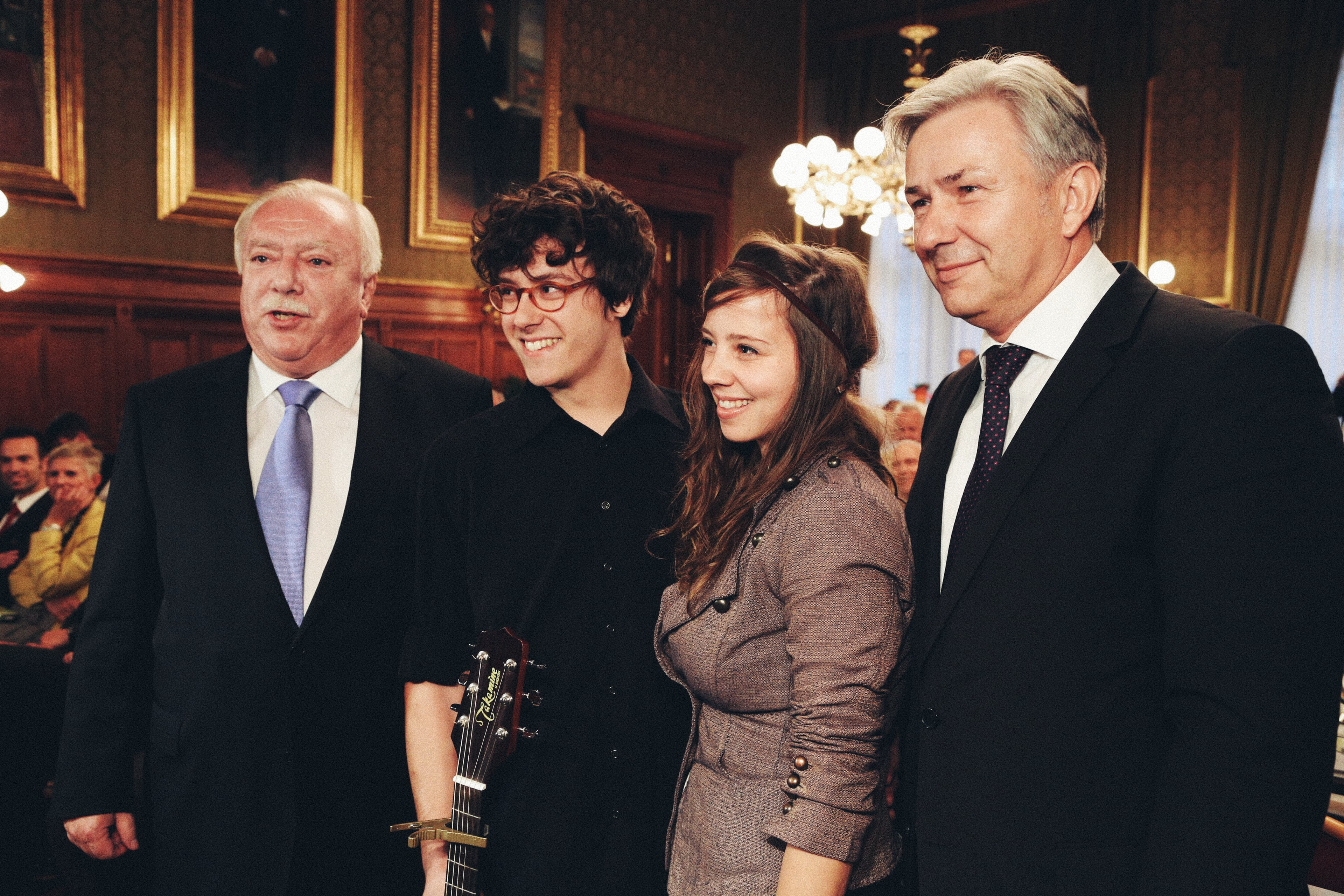
Keiner mag Faustmann mit Michael Häupl und Klaus Wowereit im Wiener Rathaus

## Geschichte
2010, kurz nachdem sie begonnen hatten zusammen Musik zu machen, wurden sie von Anna F. als Vorgruppe für ihre Tournee engagiert. In den Jahren 2011 und 2012 traten sie regelmäßig bei der monatlichen Konzertreihe im Waschsalon in Wien auf, um ein Livealbum vorzubereiten, das im Herbst 2013 erscheinen soll. Breitere Bekanntheit erreichten sie 2012 mit dem Lied Wien - Berlin (Produzent: Swen Meyer), das Platz 16 in der Ö3-Hitparade belegte. Zur Amadeus-Verleihung 2013 wurde Keiner mag Faustmann damit in der Kategorie „Bester Song“ nominiert. Am 12. April 2013 veröffentlichten sie ihr erstes Album Stück von mir. 2018 spielten sie ihr bisher letztes Konzert. Das Konzert für die Deutsche Handelskammer in Österreich fand vor den Bürgermeistern von Wien und Berlin, Michael Müller und Michael Ludwig, statt. Am 12. Jänner 2021 erreichte das Musikvideo von Wien - Berlin 1.000.000 Views auf YouTube.

## Bandmitglieder
Hauptbesetzung
- Lisa Keiner (* 1987, Friedberg, Hessen) – Keyboard / Klavier & Gesang
- Robert Leon Faustmann (* 1988, Wien) – Gitarre & Gesang
- Georg Schober (* 1989, Oberwart, Burgenland) – Bass
- Alex Kerbl (* 1984, Nußbach, Oberösterreich) – Schlagzeug

Substitute
- Max Perner (* 1982, Mattersburg, Burgenland) – Schlagzeug
- Walter Walterson Hof (* 1990, Burgenland) – Bass
- Thomas Gieferl (* 1994, Graz, Steiermark) – Schlagzeug

## Diskografie
Alben
- 2013: Stück von mir (CD, Kaffeedruckerei)
- 2013: Stück von mir: Live im Waschsalon (CD+DVD, Kaffeedruckerei)

Singles
- 2012: Wien – Berlin
- 2013: Stück von mir
- 2013: Eigentlich